# George Wilhelm Heinrich Calow
George Wilhelm Heinrich Calow († 8. Januar 1865) war ein deutscher Richter und Politiker.

## Leben
Calow studierte er Rechtswissenschaften und wurde 1831 Justizrat und 1844 Kreisjustizrat. 1845 war er Justizkommissar und Notar beim Oberlandesgericht Stettin. 1847 wurde er Land- und Stadtgerichtsdirektor (Kreisjustizrat) in Sorau und 1850 Kreisgerichtsdirektor. Während des Verfassungskonfliktes wurde er durch den Disziplinarsenat des Obertribunals strafversetzt. Er war Mitglied der Generaldirektion der Hinterpommerschen Feuersozietät in Stettin.
Er vertrat konservative Positionen und war während der Märzrevolution Gegner des liberalen Abgeordneten Karl Ferdinand Rehfeld und wurde dafür von den Revolutionären mit einer Katzenmusik belegt. 1850 war er Mitglied des Volkshauses des Erfurter Unionsparlaments. 1862 bis 1865 war er Mitglied des Preußischen Abgeordnetenhauses.
Er wurde mit dem Roten Adlerorden 4. Klasse ausgezeichnet.